# 南楽暗沙

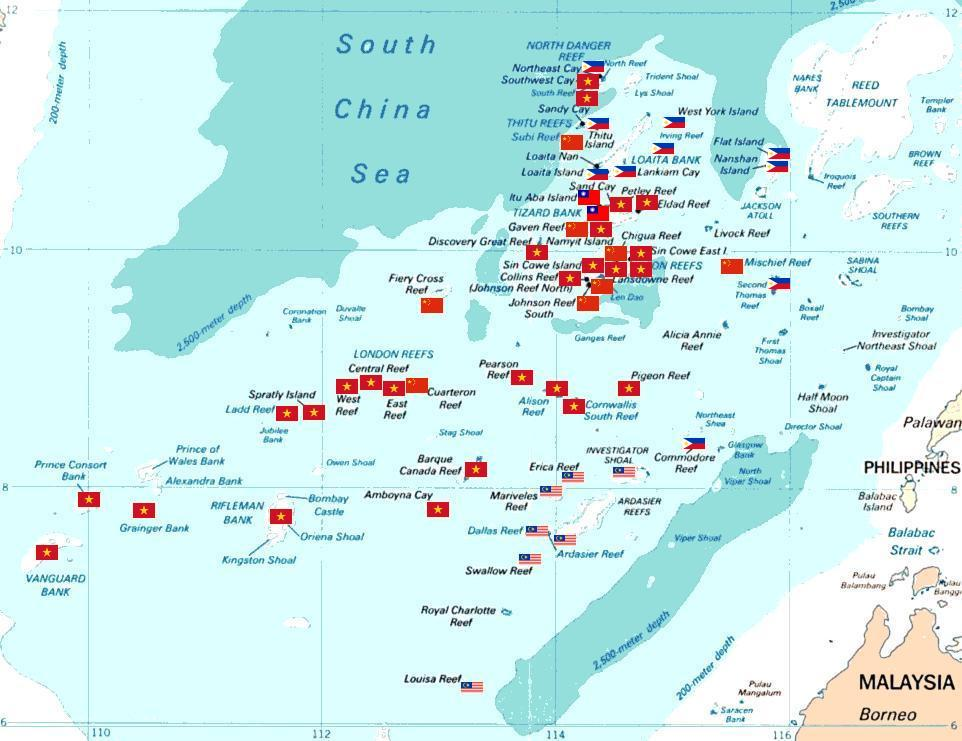
南沙諸島の実効支配状況

南楽暗沙（英語：Glasgow Shoal、ベトナム語：Bãi ngầm Tam Thanh / 𣺽暗三清）は、南沙諸島にある砂州である。
指向礁の西にあり、コモードアー礁から北東に約15海里離れている。
マレーシアがこの砂州を実効支配しているが、中華人民共和国、中華民国（台湾）、フィリピンとベトナムも主権を主張している。